# Свестур

Свестур — река в России, протекает в Ермишинском районе Рязанской области. Устье реки находится в 49 км по правому берегу реки Ермишь. Длина реки составляет 12 км.
Исток реки у нежилой деревни Елисеевский Посёлок в 10 км к западу от посёлка Ермишь. Река течёт на северо-восток, протекает сёла Некрасовка и Свестур.

## Данные водного реестра
По данным государственного водного реестра России относится к Окскому бассейновому округу, водохозяйственный участок реки — Мокша от водомерного поста города Темников и до устья, без реки Цна, речной подбассейн реки — Мокша. Речной бассейн реки — Ока.
По данным геоинформационной системы водохозяйственного районирования территории РФ, подготовленной Федеральным агентством водных ресурсов:
- Код водного объекта в государственном водном реестре — 09010200412110000028210
- Код по гидрологической изученности (ГИ) — 110002821
- Код бассейна — 09.01.02.004
- Номер тома по ГИ — 10
- Выпуск по ГИ — 0